# Маунт-Плезант (Вісконсин)
Маунт-Плезант (англ. Mount Pleasant) — селище (англ. village) в США, в окрузі Расін штату Вісконсин. Населення — 27 732 особи (2020).

## Географія
Маунт-Плезант розташований за координатами 42°42′31″ пн. ш. 87°53′4″ зх. д. / 42.70861° пн. ш. 87.88444° зх. д. (42.708705, -87.884414).  За даними Бюро перепису населення США в 2010 році селище мало площу 91,54 км², з яких 87,35 км² — суходіл та 4,19 км² — водойми.

## Демографія
Згідно з переписом 2010 року, у селищі мешкало 26 197 осіб у 11 136 домогосподарствах у складі 7395 родин. Густота населення становила 286 осіб/км².  Було 11827 помешкань (129/км²).
Расовий склад населення:
| - 86,0 % — білих - 6,7 % — чорних або афроамериканців - 2,1 % — азіатів - 0,2 % — корінних американців - 2,9 % — осіб інших рас |

До двох чи більше рас належало 2,0 %. Частка іспаномовних становила 8,3 % від усіх жителів.
За віковим діапазоном населення розподілялося таким чином: 20,5 % — особи молодші 18 років, 59,7 % — особи у віці 18—64 років, 19,8 % — особи у віці 65 років та старші. Медіана віку мешканця становила 45,8 року. На 100 осіб жіночої статі у селищі припадало 92,0 чоловіків;  на 100 жінок у віці від 18 років та старших — 88,3 чоловіків також старших 18 років.
Середній дохід на одне домашнє господарство  становив 79 163 долари США (медіана — 63 295), а середній дохід на одну сім'ю — 93 852 долари (медіана — 83 058). Медіана доходів становила 57 789 доларів для чоловіків та 47 484 долари для жінок. За межею бідності перебувало 7,3 % осіб, у тому числі 9,8 % дітей у віці до 18 років та 5,3 % осіб у віці 65 років та старших.
Цивільне працевлаштоване населення становило 12 807 осіб. Основні галузі зайнятості: виробництво — 24,2 %, освіта, охорона здоров'я та соціальна допомога — 22,8 %, роздрібна торгівля — 9,2 %, науковці, спеціалісти, менеджери — 7,3 %.